# بروس أ. وليامز
بروس أ. وليامز (بالإنجليزية: Bruce A. Williams)‏ هو عالم سياسة أمريكي، ولد في 1955.